# Episodi di Omnibus (settima stagione)
La settima stagione della serie televisiva Omnibus è stata trasmessa in anteprima negli Stati Uniti d'America dalla NBC tra il 26 ottobre 1958 e il 10 maggio 1959.
| nº | Titolo originale                     | Titolo italiano | Prima TV USA     | Prima TV Italia |
| -- | ------------------------------------ | --------------- | ---------------- | --------------- |
| 1  | Capital Punishment                   |                 | 26 ottobre 1958  |                 |
| 2  | The Submariners                      |                 | 9 novembre 1958  |                 |
| 3  | The So-Called Human Race             |                 | 23 novembre 1958 |                 |
| 4  | The Empty Chair                      |                 | 7 dicembre 1958  |                 |
| 5  | Dancing: A Man's Game                |                 | 21 dicembre 1958 |                 |
| 6  | Prince Orestes                       |                 | 4 gennaio 1959   |                 |
| 7  | Malice in Wonderland                 |                 | 18 gennaio 1959  |                 |
| 8  | Abraham Lincoln - The Early Years    |                 | 1º febbraio 1959 |                 |
| 9  | The Medium                           |                 | 15 febbraio 1959 |                 |
| 10 | Ah Sweet Mystery of Mrs. Murphy      |                 | 1º marzo 1959    |                 |
| 11 | Forty-Five Minutes from Broadway     |                 | 15 marzo 1959    |                 |
| 12 | Power Among Men                      |                 | 29 marzo 1959    |                 |
| 13 | The Strange Ordeal of the Normandier |                 | 12 aprile 1959   |                 |
| 14 | Professor Tim                        |                 | 26 aprile 1959   |                 |
| 15 | H.M.S. Pinafore (II)                 |                 | 10 maggio 1959   |                 |